# Nachal Sanin
Nachal Sanin (hebrejsky: נחל סנין) je vádí v severním Izraeli.
Začíná v nadmořské výšce okolo 200 metrů ve vysočině Ramat Menaše, v prostoru města Jokne'am (čtvrť Giv'at Alonim). Vádí směřuje k jihovýchodu skrz odlesněné svahy. Na jižních svazích zalesněného vrchu Tel Kira potom poblíž vrchu Giv'at Miš'ol ústí zleva do vádí Nachal ha-Šofet.